# أين اسمي؟
أين اسمي؟، رواية عربية للروائية السورية ديمة الشكر. صدرت لأوّل مرة عن دار الآداب للنشر والتوزيع في عام 2021، ودخلت في القائمة الطويلة للجائزة العالمية للرواية العربية لعام 2022، المعروفة باسم «جائزة بوكر العربية». والرواية هي العمل الروائي الأول للناقدة والمترجمة السورية.
تسترجع الكاتبة السورية في روايتها أحداثًا تاريخية جوهرية في مدينة الشام، خلال القرن التاسع عشر وبالتحديد عام 1860م، موضحة دور المرأة في نقل تلك الأحداث، وتهميش المجتمع لها. وتبدأ الكاتبة من أنتهاء الحدث، حين تصف هجوم مجموعة من المنفلتين على الحي المسيحي وقتها، من خلال "قمور" الشخصية الرئيسة في الرواية.

## وصف الرواية
الحكاية تكتبها "قمور" الشابة السورية، التي ولدت من رحم المذبحة في دمشق عام 1860م، وقادتها الأقدار للعمل كخادمة في منزل القتصل البريطاني ريتشلرد فرنسيس بيرتون، مترجم "ألف ليلة وليلة" و "الروض العاطر" و "كاماسوترا" إلى الإنجليزية. علاقة العمل بين قمور وريتشارد وزوجته إيزابيل، تقود الخادمة إلى السفر والإقامة في لندن وتريستا. ويسمح هذا السفر لقمور بأن تكتشف صورتها، في مهمّتين جديدتين: النسخ والتدوين. المهمة الثانية لا تخلو من التباس يجتمع فيها جرحان: جرح قمّور الشخصي وجرح مدينتها دمشق التي شهدت مذبحة طائفيّة عام 1860م. فقد أوكل القنصل البريطاني إليها جمع شهادات وقصص عن المذبحة. وسيصدر الكتاب  خالياً من اسم مؤلّفته وجامعة أخبار تلك المذبحة. رواية تستعيد من الماضي وقائعه وصراعاته لتكتب جوانب من مآسي الناس والرؤى الخارجيّة الاستشراقيّة لمسائل التراث والهويّة. إن تجريد المرأة من اسمها هو سؤال الرواية، وقمور تشبه مدينها والكثير من المدن العربية التي يحاول المستشرقون والرحالة سرقة تراثها وهويتها.

### روايتان في رواية
رواية ديمة الشكر عبارة عن روايتين تحكيان قصة امراتين دمشقيتين من زمنين مختلفين، القسم الأول عرض لقصة قمور -كما هو موضح بأعلى- أما القسم الثاني فيعرض لقصة زينة الهاربة من جحيم هي الأخري، لكنها الحرب السورية هذه المرة، زينة تدرس المعمار في لندن بعد منحة حصلت عليها، وتريد أن تتخصص في البلاط القيشاني، يصادف أن يعطيها أستاذها رواية قديمة فيها معلومات ربما تفيدها في تخصصها. الصلة بين قمور وزينة وطيدة على الرغم من فارق الزمن بينهما، والذي يقارب 100عام. فالأثنتان ذهبتا إلى لندن وعادتا مختلفتين. وزينة بطلة القسم الثاني من رواية "أين اسمي" تتعلم هي الأخرى من أستاذها الإنجليزي، مثلما تعلمت قمور من القتصل الإنجليزي، وفي نهاية الرواية نراها تستمع إلى ملاحظات وتوجيهات أستاذها، والتي تبدو أكثر لطفًا ولباقة من توجيهات وملاحظات ريتشارد لقمور، تلك الملاحظات الفظة التي تتسم بالأستعلاء. وتنتهي الرواية ويبقى سؤال دون جواب، لماذا تتطور البطلتان قمّور وزينة وتترقيان في مراتب المعرفة، على اختلاف الزمنين، على يدي رجلين إنجليزيين؟ بالتأكيد ليس في الأمر من مصادفة.

## عن الرواية
"أين اسمي"، رواية تاريخية واقعية حملتها الكاتبة هموم المجتمع السوري، وهموم المرأة العربية، وهموم إنسان شرقي لا ينفك ينتقل في تاريخه من مجزرة إلى أخرى في بحث عبثي عن اسم وهوية ومدينة مسالمة. وفي عنوان الرواية "أين اسمي " تساؤل مشروع ومنطقي، ويحمل العديد من المعاني، فأين اسمي يحمل بطريقة أو بأخرى تساؤلات عدة، من بينها: أين هويتي؟ أين صوتي؟ أين كلمتي؟ أين وجودي؟ أين مجهودي؟ وكأن سؤال قمور وسؤال زينة هو سؤال كل أنثى وكل امرأة وكل كاتبة لم يعترف المجتمع باسمها ولا بهويتها ولا حتى بصوتها، فاين اسمي ليس سؤالاً أعتباطيًا، إنما هو بالفعل حزن وعتاب ومئات السنوات من الحرمان والقمع والإسكات.
أكدت الكاتبة ديمة الشكر أنها قرأت الكثير من المراجع والمصادر، حتى استطاعت جمع الأحداث المتناثرة، لصياغة روايتها "أين اسمي" بلغة سلسلة ومؤثرة. وأضافت الكاتبة أن الرواية تتناول أحداثًا دموية مؤلمة من تاريخ دمشق وقعت تحت الحكم العثماني.
أين اسمي، رواية تبحث في حقبة مهمة من تاريخ سوريا في حبكة درامية وأسلوب شاعري يجمع بين جمالية السرد، وتثقيف القارئ بمفردات الحياة الشامية مثل: باب توما، والقماش الدمشقي، والمصابيح النحاسية، والطاولات المصدفة، وبلاطات القيشاني، والرواية تسافر بنا إلى تاريخ المذبحة المشؤومة، التي تعرضت لها الكثير من العائلات المسيحية في دمشق عام 1860م.